# كريستوفر ليون
كريستوفر ليون (بالإنجليزية: Christopher Leone)‏ هو كاتب سيناريو ومخرج أمريكي، ولد في 1971.

## وصلات خارجية
- الموقع الرسمي
- كريستوفر ليون على موقع IMDb (الإنجليزية)
- كريستوفر ليون على موقع ألو سيني (الفرنسية)
- كريستوفر ليون على موقع أول موفي (الإنجليزية)
- كريستوفر ليون على موقع قاعدة بيانات الفيلم (الإنجليزية)
- كريستوفر ليون على موقع كينوبويسك (الروسية)